# Rōhatsu
Rōhatsu (littéralement « huitième jour du douzième mois [lunaire] », japonais : rōhatsu 臘八 ou jōdō-e 成道会 ; chinois : 臘八 ; pinyin : Làbā ; anglais : bodhi day) est un terme du bouddhisme zen, qui s'applique au jour où l'on commémore l'éveil du Bouddha Siddhartha Gautama, en particulier dans le bouddhisme japonais. Ce jour est aussi  le dernier de la Rōhatsu sesshin, « grande session méditative commémorative de l'éveil du Bouddha », qui dure du 1er au 8 décembre. Il s'agit d'une sesshin très intense, en particulier dans l'école Zen.
Selon la tradition, le bouddha historique abandonna les pratiques ascétiques extrêmes qu'il avait suivies durant six ans, et décida de s'asseoir en méditation sous un arbre pipal jusqu'à ce qu'il découvre l'origine de la souffrance et les moyens de s'en libérer.

## L'éveil de Shakyamuni
Le récit de cet événement varie selon les traditions. D'après certaines, Siddhartha aurait formulé le grand vœu envers le Nirvana et la Terre de trouver l'origine de la souffrance (la vérité ultime) ou de mourir en essayant. Selon d'autres traditions, alors qu'il méditait, il aurait été harcelé et tenté par le dieu Māra (signifiant « la mort » en sanscrit), esprit des illusions qui lui aurait envoyé ses filles pour le séduire,. Selon d'autres traditions encore, Shakyamuni serait entré dans des états de plus en plus profonds de conscience au cours de sa méditation, et se serait confronté à la véritable nature de l'existence.
Dans le canon pali, plusieurs discours auraient pour auteur le Bouddha lui-même. Le Bouddha décrit dans le grand discours à Saccaka (Majjhima Nikaya 36) les trois étapes de son éveil : au cours de la première nuit de veille, le Bouddha eut la connaissance de toutes ses vies antérieures dans le cycle de la renaissance, réalisant qu'il était né encore et encore de nombreuses fois auparavant. Durant la deuxième veille, il découvrit la loi du karma et l’importance de mener une vie suivant le Sentier Octuple. Et pendant la troisième veille, il découvrit les Quatre Nobles Vérités et parvint enfin au Nirvana.
Selon ses propres mots :

« Mon coeur, sachant cela, voyant cela, fut libéré de la fermentation de la sensualité, libéré de la fermentation du devenir, libéré de la fermentation de l'ignorance. Avec la libération, il y eut la connaissance, "Libéré". Je discernai que "la naissance est terminée, la vie sainte remplie, la tâche accomplie. Il n'y a rien de plus pour ce monde." »

— traduction du pāli par Thanissaro Bhikkhu, Maha Saccaka Sutta
Toutes les traditions s'accordent pour dire que lorsque l'étoile du matin s'est levée dans le ciel après la troisième veille de la nuit, Siddhartha avait enfin trouvé les réponses qu'il cherchait, et devint ainsi éveillé, faisant alors l'expérience du nirvana . C'est ainsi qu'il devint un bouddha, c''est-à-dire un « éveillé »,.

## Célébration en Asie du Sud-Est
L'éveil du Bouddha est célébré chaque année dans les pays bouddhistes, en principe le huitième jour du douzième mois du calendrier lunaire en Asie du Sud-Est.

### Rōhatsu

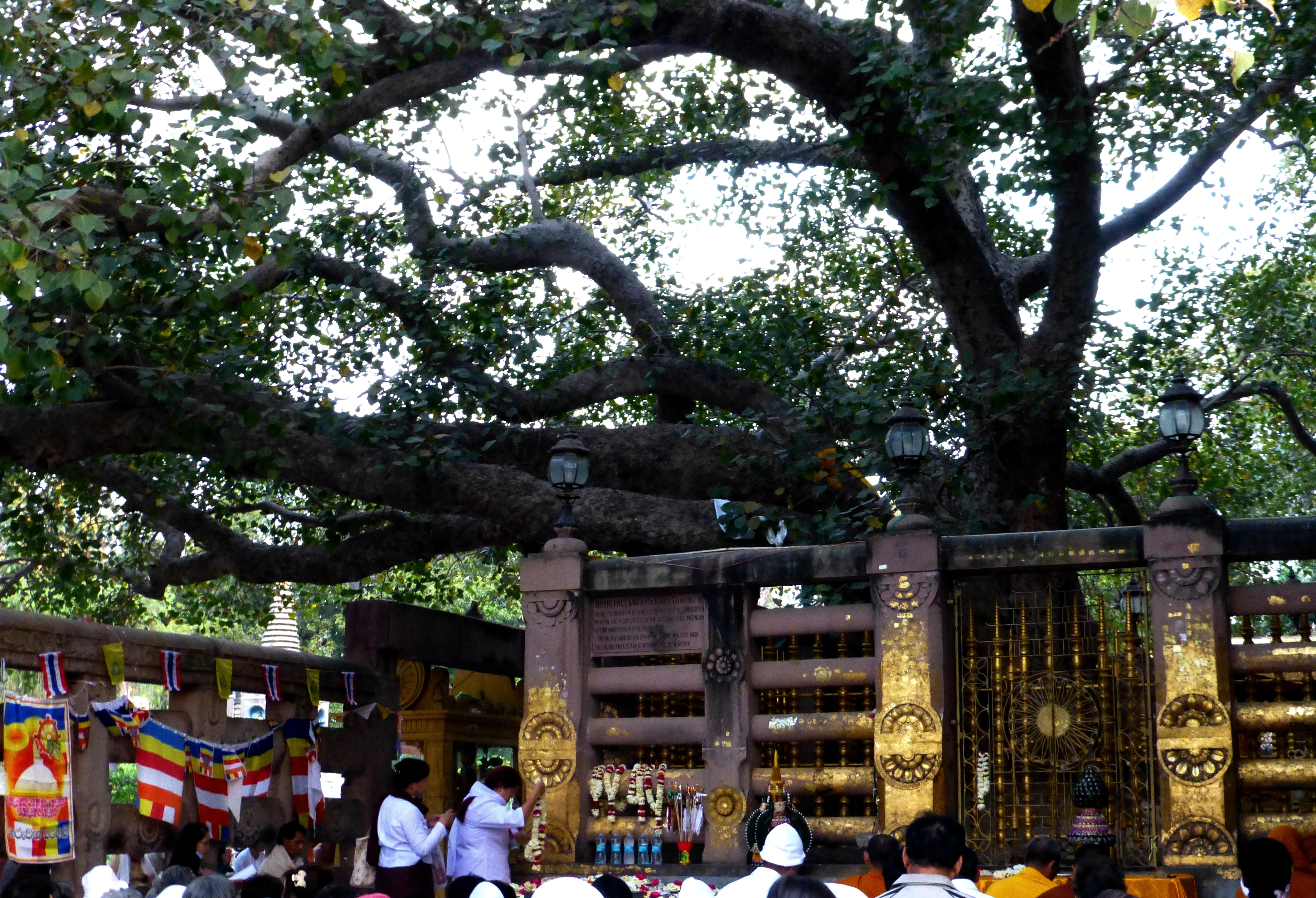
L'arbre de la bodhi dans l'enceinte du temple de la Mahabodhi, à Bodhgaya, lieu où le Bouddha s'est éveillé.

L'éveil du Bouddha historique est commémoré dans les principales traditions du bouddhisme mahāyāna, dont les écoles de tradition zen et Terre pure de Chine, de Corée, du Japon et du Vietnam.
Les offices et les traditions varient selon les écoles, mais toutes commémorent l'accomplissement du nirvana par le Bouddha et sa signification pour le bouddhisme aujourd'hui,. À titre individuel, les fidèles peuvent choisir de commémorer l'événement par une méditation plus intensive, l'étude du dharma, la récitation de textes bouddhistes (sūtra) ou la réalisation de bonnes actions envers les autres êtres. Certains bouddhistes commémorent ce jour avec un repas traditionnel composé de thé et de gâteaux et accompagné de lectures.

#### Au Japon
Dans le zen japonais, ce jour est appelé rōhatsu ou rōhachi (臘八). En japonais, le mot signifie littéralement « 8e jour du 12e mois ». Ce jour de rōhatsu est souvent précédé d'une retraite de méditation intensive (appelée « rōhatsu sesshin ») pendant la semaine du 1er au 8 décembre. Il est courant pour les moines zen et les adeptes laïcs de veiller toute la nuit précédant rōhatsu en pratiquant la méditation zazen. Il s'agit ainsi de commémorer la nuit de veille du Bouddha sous l'arbre de la bodhi. Dans certains monastères, les moines et nonnes s'abstiennent de s'allonger pour dormir tout au long des sept jours de la sesshin. Commençant le 1er décembre au lever pour se terminer le 8 au chant du coq, la sesshin est alors considérée comme une seule nuit, si bien qu'on ne sonne pas le coucher durant toute cette période. Dans ce cas, les moines somnolent en position assise entre minuit et demi et trois heures du matin.

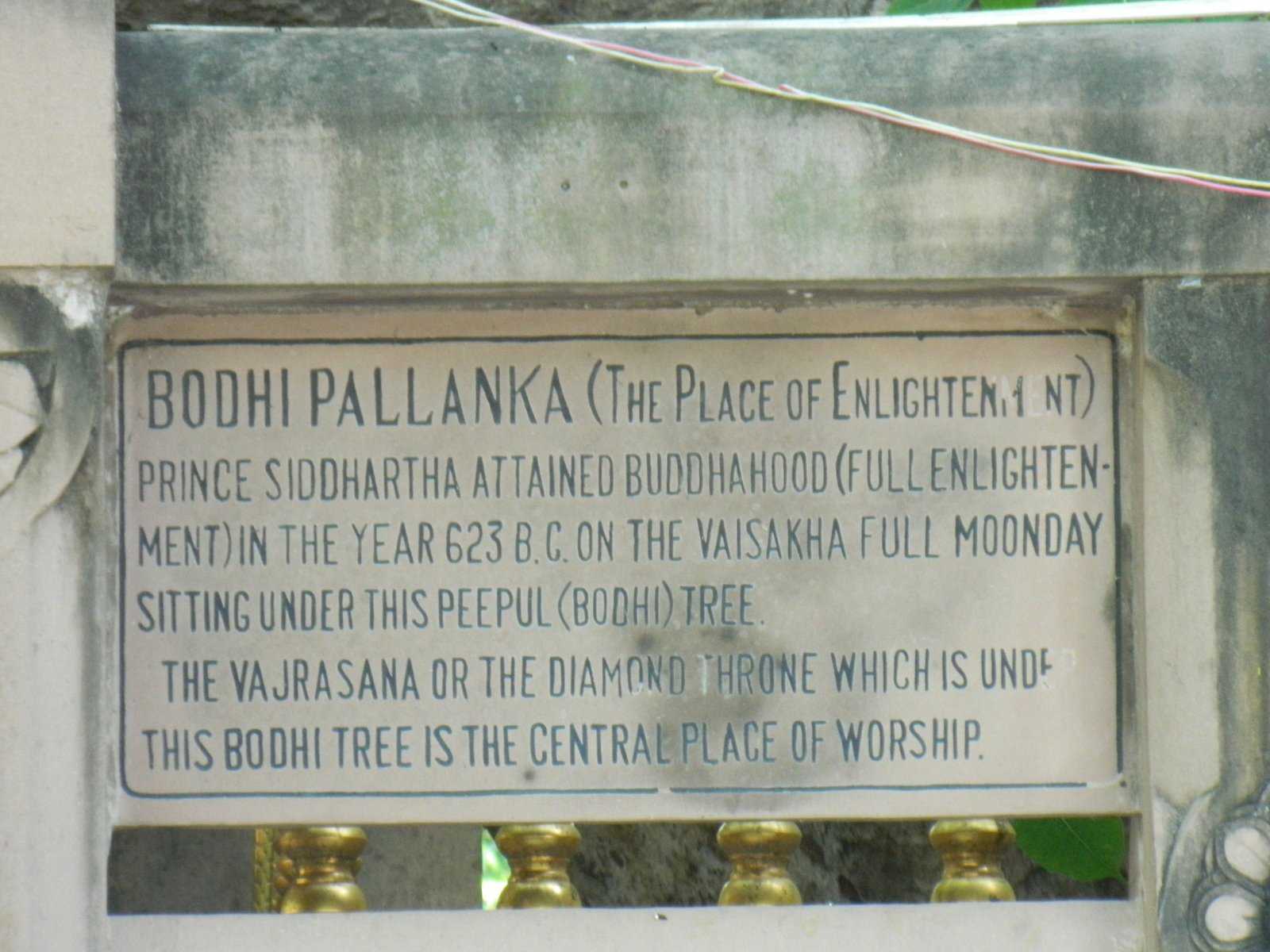
Plaque explicative à côté de l'arbre de la bodhi, à Bodhgaya.

Au Japon, ce jour est observé le 8 décembre du calendrier grégorien en raison de l'occidentalisation du pays amorcée pendant la restauration de Meiji (1862–1869). Dans d'autres sectes bouddhistes comme le Tendai, cet événement est appelé shaka jōdō-e (釈迦成道会) ou plus simplement jōdō-e (成道会).

### Festival de Làbā
La version chinoise de cette célébration s'appelle en chinois : 臘八 ; pinyin : Làbā, soit « 8e jour du 12e mois (Là 臘) » du calendrier lunaire chinois. Cependant, le festival de Làbā est célébré le plus souvent au cours de la première moitié de janvier, ou parfois entre le solstice d'hiver (le 22 décembre) et le nouvel an chinois (entre le 22 janvier et le 21 février). 

## Célébration en Asie du Sud
En Asie du Sud — dont le bouddhisme relève majoritairement du courant theravāda — l'éveil du Bouddha est célébré durant le mois de Vesak, quatrième mois lunaire du calendrier traditionnel indien, correspondant à avril - mai dans le calendrier grégorien). À cette occasion sont commémorées simultanément la naissance, l’illumination (Nirvāna) et le décès (Parinirvāna) du Bouddha Siddhartha Gautama. 